# Березовец (приток Ингульца)
Березовец (укр. Березовець) — правый приток реки Ингулец, протекающий по Александрийскому району (Кировоградская область, Украина). 

## География
Длина — 17 км. Площадь водосборного бассейна — 72 км².
Берёт начало в селе Петровское. Река течёт на юго-запад. Впадает в реку Ингулец (на 476-км от её устья) в пгт Приютовка: возле перекрёстка Школьной и Заречной улиц.
Русло слабоизвилистое, пересыхает. На реке есть пруды. Пойма заболоченная с луговой растительностью. Питание преимущественно снеговое и дождевое. В среднем течении расположен затопленный карьер Константиновского угольного разреза.
Притоки (от истока до устья): нет крупных.
Населённые пункты на реке (от истока до устья):
1. Петровское
2. Ягодное
3. Берёзовка
4. Приютовка